# The Kidnapper and the Child
The Kidnapper and the Child è un cortometraggio muto del 1906 diretto da Lewin Fitzhamon.

## Trama
Una bambina sfugge a un rapimento mettendo al suo posto, nel lettino, una bambola.

## Produzione
Il film fu prodotto dalla Hepworth.

## Distribuzione
Distribuito dalla Hepworth, il film - un breve cortometraggio di 99 metri - uscì nelle sale cinematografiche britanniche nel maggio 1906.
Si conoscono pochi dati del film che, prodotto dalla Hepworth, fu distrutto nel 1924 dallo stesso produttore, Cecil M. Hepworth. Fallito, in gravissime difficoltà finanziarie, il produttore pensò in questo modo di poter almeno recuperare il nitrato d'argento della pellicola.